# Aeroportul Sivas
Aeroportul Sivas (IATA: VAS, ICAO: LTAR) este un aeroport din Provincia Sivas, Turcia ce deservește zona Sivas. Aeroportul a fost tranzitat în 2022 de 364.402 pasageri. A fost deschis în 1957 și numit după zona deservită.
Situat la o altitudine de 1.591 m, aeroportul dispune de 1 pistă. Este operat de General Directorate of State Airports (Turkey)⁠(d).

## Infrastructură

### Piste
Aeroportul dispune de o singură pistă. Pista 01/19 are suprafața de asfalt și dimensiunile 3.810 m × 45 m. 